# Beraeamyia schmidi
Beraeamyia schmidi är en nattsländeart som beskrevs av Lazar Botosaneanu 1960. Beraeamyia schmidi ingår i släktet Beraeamyia och familjen sandrörsnattsländor. Inga underarter finns listade i Catalogue of Life.